# موادفروش (فیلم ۱۹۹۶)
موادفروش (انگلیسی: Pusher) فیلمی در ژانر جنایی به کارگردانی نیکلاس ویندینگ رفن است که در سال ۱۹۹۶ منتشر شد.

## بازیگران
- کیم بودنیا
- زلاتکو بوریچ
- مدس میکلسن
- پتر اندرسون
- نیکلاس ویندینگ رفن
- توماس بو لارسن
- لارس بوم